# Etelmo
Etelmo ou Athelm (ou Æthelhelm; morto em 8 de janeiro de 926) foi um clérigo inglês, primeiro Bispo de Wells, e mais tarde, Arcebispo da Cantuária. Sua translação, ou transferência de um bispado para outro, foi um precedente para transferências posteriores de eclesiásticos, porque antes disso, essas movimentações eram consideradas ilegais. Enquanto arcebispo, Etelmo coroou o novo rei e, talvez, coordenou o serviço de coroação para o evento. Um parente mais velho de Dunstano, mais tarde também arcebispo da Cantuária, Etelmo ajudou a promover o início da carreira de Dunstano. Após a morte de Etelmo, ele foi considerado um santo.

## Juventude
Etelmo foi um monge da abadia de Glastonbury antes de sua elevação em 909 para a sé de Wells, da qual foi o primeiro ocupante. A sé foi fundada para dividir a diocese de Sherborne, que era muito grande, com a criação de um bispado para o condado de Somerset. Wells foi provavelmente escolhida como sede, porque era o centro do condado. Alguns trabalhos acadêmicos sugerem que Etelmo pode ser a mesma pessoa que Etelelmo, filho do rei Etelredo de Wessex, mas isso não é aceito pela maioria dos historiadores. Algumas fontes afirmam que Etelmo foi abade de Glastonbury antes de se tornar bispo, mas outras fontes discordam e não lhe dão este cargo. Isto está mais ligado a relatos posteriores de cronistas medievais, do que a relatos contemporâneos. Seu irmão foi Heorstan, que foi proprietário de terras próximas a Glastonbury.

## Arcebispado
Entre agosto de 923 e setembro de 925 Etelmo se tornou arcebispo. Sua transferência da sé de Wells criou um precedente para o futuro, e marca uma ruptura com a prática histórica. Anteriormente, a transferência de um bispo de uma sé para outra era considerada contrário ao direito canônico, ou eclesiástico. Recentemente, porém, os papas haviam sido transferidos, e esta prática se tornou comum na Inglaterra depois do tempo de Etelmo. Ele era saxão ocidental, ao contrário de seu antecessor, Plegemundo, que era da Mércia, refletindo a mudança no poder para Wessex. Etelmo era tio paterno de Dunstano, que mais tarde se tornou arcebispo da Cantuária. Foi Etelmo que apresentou Dunstano à corte do rei.
Etelmo presidiu a coroação do rei Etelstano em 4 de setembro de 925, e, provavelmente, compôs ou organizou a nova Ordo (ordem de serviço), na qual, pela primeira vez, o rei usava uma coroa em vez de um capacete. Atestou também a primeira concessão do rei para a abadia de Santo Agostinho na Cantuária. Não está claro se a razão pela qual não foram cunhadas moedas com o nome dele foi devido ao seu curto mandato ou uma mudança na política de cunhagem de moedas que o impediram de cunhar moedas em seu próprio nome. Nada mais se sabe do pouco tempo de Etelmo como arcebispo.

## Morte e sepultamento
Etelmo morreu em 8 de janeiro de 926. Mais tarde, foi considerado santo, com o dia de festa em 8 de janeiro. Foi sepultado primeiramente na igreja de São João Batista, próximo ao período saxônico da Catedral da Cantuária. Quando a nova catedral foi construída sob a administração do arcebispo Lanfranco, depois da conquista normanda da Inglaterra, os restos mortais dos arcebispos anteriores da Cantuária foram transladados para o transepto norte da nova catedral. Mais tarde, Etelmo e seu sucessor, o arcebispo Vulfelmo (Wulfhelm), foram transladados para uma capela dedicada a São Bento, que mais tarde foi incorporada à capela de Nossa Senhora construída pelo prior Thomas Goldstone (morto em 1468).